# Linda Gaboriau
Pour les articles homonymes, voir Gaboriau.
Linda Gaboriau est une traductrice littéraire et conseillère dramaturgique américaine, naturalisée canadienne. Dans sa carrière, elle a traduit en anglais environ 125 romans, pièces de théâtre et scénarios québécois : ses traductions ont été publiées au Canada et dans d'autres pays anglophones.

## Biographie
Originaire de Boston, née Johnson, elle emménage à Montréal en 1963 pour poursuivre ses études jusqu'à la maîtrise au Département de littérature française de l'Université McGill. Pendant sa jeunesse, elle a été l'épouse du peintre Pierre Gaboriau (pseudonyme de Pierre LaPalme), dont elle a gardé le nom de plume. Au début de sa carrière, elle travaille en tant que journaliste pigiste pour Radio-Canada et pour le quotidien montréalais The Gazette.
À partir des années 1980, elle se consacre à la traduction d'écrivains, dramaturges et essayistes québécois et francophones : on peut citer, entre autres, Marie-Claire Blais, Michel Marc Bouchard, Wajdi Mouawad, Lise Tremblay et Michel Tremblay. Entre 2002 et 2007, elle fonde et dirige le Centre international de traduction littéraire de Banff au sein du Banff Centre (Alberta).
Linda Gaboriau a été l'épouse du journaliste et conseiller municipal montréalais Nick Auf der Maur et elle est la mère de la musicienne de rock Melissa Auf der Maur. Pendant 35 ans, elle partage sa vie avec son troisième époux, Hervé de Fontenay, essayiste, poète et directeur des Langues et de la Communication interculturelle à l'Université McGill : ensemble, ils ont un fils, Yves de Fontenay, architecte.

## Traductions et distinctions
Ses traductions ont reçu plusieurs récompenses dont trois Floyd S. Chalmers Canadian Play Award pour Les Feluettes de Michel Marc Bouchard en 1992, Les Reines de Normand Chaurette en 1993 et Les Muses orphelines de Bouchard en 1999 ; deux Dora Mavor Award for Outstanding New Play pour Les Feluettes de Michel Marc Bouchard en 1991 et pour Encore une fois, si vous permettez de Michel Tremblay ; trois Prix du Gouverneur général : traduction du français vers l'anglais pour Cendres de cailloux de Daniel Danis en 1996, pour Forêts de Wajdi Mouawad en 2010, et pour Birds of a Kind (Tous des oiseaux) de Wajdi Mouawad en 2019 ; le Lambda Literary Award for Drama pour Tom à la ferme de Bouchard en 2014.
Elle est nommée membre de l'Ordre du Canada en 2015.